# Hasle Vandtårn
Vandtårnet i Hasle er et vandtårn beliggende på Bispehavevej i Hasle, Aarhus ud til Ringvejen. Vandtårnet er opført i jernbeton og har en kapacitet på 2100 m3. Tårnet blev opført i 1970 i stilen ekspressiv modernisme og er det eneste vandtårn i Aarhus, der stadig er i funktion. Det er samtidig områdets vartegn og kan ses omkring 10 km væk.
Dets funktion er som trykskaber for Århus Kommunale Værker. Tårnet blev i 2005 renoveret med reparation af betonskader og pålægning af nyt tagpap samt udskiftning af vinduer.

## Arkitektur
Bygningen er paddehatformet, hvilket har været et brugt tema til formen af vandtårne siden 1950'erne, hvor et af de første af slagsen kaldet Svampen blev opført i Örebro, Sverige i 1958. Heraf blev lavet en 33 % større kopi i Saudi Arabiens hovedstad, Riyadh, men også andre paddehatformede modeller er opført, heriblandt Vandtårnet i Roihuvuori, Finland og Vandtårnet i Leverkusen-Bürrig, Tyskland. 

## Kulturelle tiltag
Under en lysfestival tjente vandtårnet som kunstobjekt, idet det blev belyst, så det lignede et glas med champagne.

## Fodnoter
1. 1 2  "Vandtårnet i Hasle på Århus Leksikon". Arkiveret fra originalen 7. august 2007. Hentet 2009-02-09.
2. 1 2  "Vandtårnet sætter tryk på". Aarhus Kommune. Hentet 2009-02-09.{{cite web}}:  CS1-vedligeholdelse: url-status (link)
3. ↑  "Spor i Landskabet, Skårupgård" (PDF). Hentet 2009-02-09. I klart vejr kan man se vandtårnet i Hasle som en paddehat i horisonten.{{cite web}}:  CS1-vedligeholdelse: url-status (link) – Vandreruten nær Skårupgård ligger omkring 10 km fra vandtårnet i fugleflugtslinje.
4. ↑  "Vandtårnets beton". Hentet 2009-03-14.{{cite web}}:  CS1-vedligeholdelse: url-status (link)
5. ↑  "svampen.nu". Hentet 2009-02-09.

56°10′11.3″N 10°9′20.1″Ø / 56.169806°N 10.155583°Ø